# James Irwin
James Benson Irwin (Pittsburgh, 17 de março de 1930 – Glenwood Springs, 8 de agosto de 1991), foi um astronauta norte-americano, tripulante da missão Apollo 15 e o oitavo homem a andar na superfície da Lua, em sua única missão no espaço.

## Biografia
Foi selecionado para o grupo de astronautas da NASA em abril de 1966 e serviu na equipe de apoio em terra da Apollo 10 e piloto-reserva do módulo lunar da Apollo 12, a segunda missão a pousar na Lua. Em 26 de julho de 1971, foi lançado ao espaço na Apollo 15, com o comandante David Scott e o piloto do módulo de comando Alfred Worden, para uma missão de 12 dias de ida e volta à Lua. Irwin e Scott pousaram na região conhecida como  Hadley–Apennine e exploraram a área com o jipe lunar (foi a primeira ocasião em que este tipo de veículo foi utilizado para explorar a superfície da Lua), trazendo de volta mais de 70 kg de amostras de rochas e solo da região. Retornou à Terra em 7 de agosto. Aposentou-se da agência em 1972 sem realizar outro voo.
Irwin, de todos os homens que pisaram na Lua, foi o mais afetado em termos religiosos pelo feito, passando a pregar como sua experiência no espaço o havia feito sentir mais verdadeiramente a presença de Deus no mundo real e aumentando sua fé no Cristianismo. Após deixar a NASA e a Força Aérea dos Estados Unidos, ele fundou a missão cristã High Flight, e chegou a comandar várias expedições ao Monte Ararate na Turquia, na esperança de descobrir os restos da Arca de Noé, buscas estas que resultaram infrutíferas.
Na verdade, estas expedições não foram provocadas apenas por uma profissão de fé, mas também pelo fato de que satélites americanos, que fotografavam o território turco do espaço, assinalaram a presença de objetos estranhos perto do cume do Monte Ararate, que nas fotos da órbita terrestre pareciam ser restos de longas toras chatas e curvas de madeira, como as usadas na confecção de antigas embarcações. 
Esta área da Turquia, a apenas alguns quilômetros das fronteiras da então União Soviética e do Irã, era fechada a estrangeiros e à própria população civil turca durante certo período da chamada Guerra Fria e apenas Irwin e seu grupo tiveram uma permissão especial do governo turco para as pesquisas arqueológicas na região. Na última destas expedições, ele se feriu seriamente escalando a montanha e teve que ser carregado ferido de volta aos Estados Unidos.
Morreu em 08 de agosto de 1991, de ataque cardíaco, em Glenwood Springs, no Colorado, deixando mulher e cinco filhos. Irwin foi o primeiro dos homens que andaram na Lua a morrer. Seu corpo foi enterrado no Cemitério Nacional de Arlington, onde estão enterrados vários outros astronautas e ex-astronautas.